# Eperke legújabb kalandjai
Az Eperke legújabb kalandjai (eredeti cím: Strawberry Shortcake's Berry Bitty Adventures, más fordításban: Eperke epresen új kalandjai vagy Eperke epresen új világa) 2010-től 2013-ig futott amerikai–francia–kanadai televíziós 3D-s számítógépes animációs sorozat, amely az Eperke és barátai című 2D-s számítógépes animációs sorozat folytatása. A zeneszerzői Marco Luciani és Chip Whitewood. A tévéfilmsorozat a 20th Century Fox forgalmazásában jelent meg. Műfaját tekintve filmvígjáték-sorozat, kalandfilmsorozat és filmdráma-sorozat. Korábban már Eperke címmel több sorozat is készült, legelőször az 1980-as években. Közben készület egy animációs film is Eperke – Határ a csillagos ég! címmel. Amerikában a The Hub vetítette, Kanadában a Disney Junior sugározta, Magyarországon a TV2 és az M2 adta.

## Ismertető
A főszereplő, Eperke, aki ismét sok érdekes, kalandos eseményt él át a barátaival együtt.

## Szereplők
| Szereplő               | Szereplő             | Magyar hang            | Leírás |
| Magyar neve            | Eredeti neve         | Magyar hang            | Leírás |
| ---------------------- | -------------------- | ---------------------- | --- |
| Eperke                 | Strawberry Shortcake | Bor Panka (1. évad)    | Az eperkávézó séfje és tulajdonosa. Hord egy fehér-rózsaszín ruhát, egy fehér és zöld csíkos harisnyanadrágot, és egy eperkalapot. Jellemében magabiztos, figyelmes, optimista, gondolatokba merült, találékony és tele van ötletekkel. |
| Eperke                 | Strawberry Shortcake | Molnár Ilona (2. évad) | Az eperkávézó séfje és tulajdonosa. Hord egy fehér-rózsaszín ruhát, egy fehér és zöld csíkos harisnyanadrágot, és egy eperkalapot. Jellemében magabiztos, figyelmes, optimista, gondolatokba merült, találékony és tele van ötletekkel. |
| Limonádé / Citromtorta | Lemon Meringue       | Kardos Lili (1. évad)  | A citromszalon fodrásza és tulajdonosa. Hord egy sárga tunikát, egy kék szoknyát, egy sárga-fehér csíkos harisnyanadrágot, és egy citromszelethajcsatot. Jellemében kreatív, divatos és egy eleven gondolkodó, aki rendbe tud hozni bármilyen hajproblémát. |
| Limonádé / Citromtorta | Lemon Meringue       | Károlyi Lili (2. évad) | A citromszalon fodrásza és tulajdonosa. Hord egy sárga tunikát, egy kék szoknyát, egy sárga-fehér csíkos harisnyanadrágot, és egy citromszelethajcsatot. Jellemében kreatív, divatos és egy eleven gondolkodó, aki rendbe tud hozni bármilyen hajproblémát. |
| Narancsvirág           | Orange Blossom       | Kiss Bernadett         | Egy áruházvezetője és tulajdonosa. Hord egy fehér és citromsárga csíkos harisnyanadrágot, egy narancssárga-fehér ruhát, egy rózsaszín csizmát és egy virágos hajcsatot. Jellemében ügyes, életerős, szellemes, sportos, kalandos, törődő, mindig kész és segítő kéz, segítőkész.                                                                               |
| Málnahab               | Raspberry Torte      | Hermann Lilla          | A friss butikos divatbolt rajongója és tulajdonosa. Hord egy rövid bazsarózsa vörös kardigánt, egy rózsaszín és zöld ruhát, egy rózsaszín és fehér csíkos harisnyanadrágot, egy padlizsánlila színű cipőt, egy zöld fejpántot. Jellemében divatos, barátságos, udvarias és sokban figyel a divatra.                                                            |
| Áfonya                 | Blueberry Muffin     | Laudon Andrea          | Egy könyvesbolt tulajdonosa. Hord egy sötétkék pulóvert, egy világoskék inget, egy sötétkék szoknyát, egy fehér-zöld csíkozott harisnyát, és egy fejpántot. Jellemében okos, értelmes, szorgalmas, gyors, és először egy probléma megoldására gondol. |
| Szilvapuding           | Plum Pudding         | Pekár Adrienn          | A dobstúdió táncosa és tulajdonosa. Hord egy szilvás hajcsatot, egy kék-ibolya színű kardigánt, egy világoslila és kék táncos ruhát, fölötte egy levendulalila és fehér csíkos harisnyanadrágot, sötétlila lábszármelegítőt és egy lila cipőt. Jellemében aktív, bájos, köntörfalazó, humoros, jószívű, mozgékony és azt gondolja, hogy a tánc nagyon hasznos. |
| Cserike                | Cherry Jam           | Csuha Bori             | Egy pop szupersztár aki ázsiai származású és egy zenei tanár. Hord egy lila pöttyös rózsaszín ruhát, egy cseresznyevirágot cseresznyével, egy lila-ibolya csíkos harisnyanadrágot és egy piros cseresznyevirágos fejpántot. Egy mikrofon mellett áll a színpadon és néha Eperkével és a barátaival együtt zenél.                                               |
| Almababa               |                      |                        | |
| Savanyka               |                      |                        | |
| Édeske                 |                      |                        | |
| Puffancs               | Huckleberry Pie      | Baráth István          | |
| Zöld Fej Bácsi         |                      | Forgács Gábor          | Egy zöld és egy világoszöld, kék pettyes hernyó. Fehér ingben és kék mellénykében, sötétkék nyakkendővel, téglalap alakú, orra csiptethető, barna keretes szemüvegben, egy sötétkék és zöld-fehér csíkos cilinderben valamint egy kék sétapálcával járja Bogyófalvát.                                                                                          |
|                        |                      |                        | |

- További magyar hangok (1. évad): Csuha Bori, Gay Ágota, Vadász Bea, Várday Zoltán
- További magyar hangok (2. évad): Élő Balázs, Grúber Zita

## Epizódok
1. Halacska
2. Málna manói
3. Az eltűnt ibolyák
4. Bogyóbaba varázsol
5. Szépségautomata
6. Fagyünnep
7. Egy régi hagyomány
8. A Csillámbogyó-bál
9. Csodaköröm
10. Kukorica kaland
11. Tedd meg, amit csak tudsz
12. Eperke vendégei
13. A szabály az szabály